# Joseph Charles Arthur
Joseph Charles Arthur (11 de enero de 1850 - 30 de abril de 1942) fue un botánico estadounidense conocido por sus investigaciones en los mohos del orden de hongos Urediniomycetes.

## Honores
Miembro de
- 1923: Academia Estadounidense de las Artes y las Ciencias.[1]

### Epónimos
- (Asteraceae) Erigeron arthurii B.Boivin[2]
- (Cyperaceae) Vignea × arthuriana (Beckm. & Figert) Dostál[3]
- (Fabaceae) Astragalus arthuri M.E.Jones[4]
- (Hydrophyllaceae) Phacelia arthuri Greene[5]
- (Lamiaceae) Ballota arthuri Sennen[6]
- (Lycopodiaceae) Huperzia arthuri (Herter) Holub[7]
- (Orchidaceae) Coelogyne arthuriana Rchb.f.[8]
- (Piperaceae) Peperomia arthurii Trel. & Yunck.[9]
- (Thymelaeaceae) Peddiea arthuri T.C.E.Fr.[10]
- (Thelypteridaceae) Thelypteris arthurii Fraser-Jenk.[11]

- La abreviatura «Arthur» se emplea para indicar a Joseph Charles Arthur como autoridad en la descripción y clasificación científica de los vegetales.[12]